# Eastman Johnson
Eastman Johnson (29 de juliol de 1824- 5 d'abril de 1906) va ser un pintor estatunidenc i cofundador del Museu Metropolità d'Art de Nova York, amb el seu nom escrit a l'entrada. És conegut per les seves pintures de gènere, per les seves pintures costumistes d'escenes de la vida quotidiana, i pels seus retrats tant de la gent comuna, com pels que també va pintar d'estatunidencs rellevants, com ara Abraham Lincoln, Nathaniel Hawthorne, Ralph Waldo Emerson i Henry Wadsworth Longfellow. Les seves últimes obres mostren sovint la influència dels mestres holandesos del segle xvii que va estudiar mentre vivia a La Haia, on era conegut fins i tot com El Rembrandt estatunidenc.

## Orígens
Johnson va néixer a Lovell, Maine, i fou el vuitè i últim fill de Philip Johnson Carrigan (Secretari d'Estat de Maine el 1840, i Mary Kimball Chandler (nascuda a Nou Hampshire, 18 d'octubre de 1796, es va casar el 1818). El seu germà gran fou el comodor Philip Carrigan Johnson Jr (pare del vicealmirall Alfred Wilkinson Johnson). Eastman va créixer a entre Fryeburg i Augusta, on la família vivia al carrer Pleasant i més tard al 61 de Winthrop Street.

## Carrera professional
La seva carrera com artista va començar quan el seu pare, propietari de diversos negocis, i Gran Secretari de la Gran Lògia de Maine (antics Maçons Lliures i Acceptats) (1836-1844) i Secretari d'Estat de Maine (1840), va ser nomenat pel president James Polk, com a Oficial Major a la Taula de la Construcció, Equipament i Reparació de la Secretaria de Marina (Bureau of Construction, Equipment, and Repair of the Navy Department). El 1853, la família es va anar a viure a 266 F Street, entre els carrers Tretze i Catorze, a unes illes de la Casa Blanca i a tocar de les oficines del Departament de la Marina, de Washington DC. El seu pare el va posar d'aprenent el 1840 amb un litògraf de Boston.
A partir de 1844, va pintar retrats amb aquarel·les, incloent-hi els de John Quincy Adams i Dolly Madison. Es va traslladar llavors a Washington, DC i Boston el 1846. El 1849, es va traslladar a Düsseldorf, Alemanya, on molts artistes, incloent-hi a molts estatunidencs, anaven a estudiar art. Allà, el gener de 1851, va ser acceptat a l'estudi de Emanuel Gottlieb Leutze, un alemany que havia viscut als Estats Units per un temps abans de tornar a Alemanya. La seva obra principal d'aquest període és Washington Whittredge.
Johnson es va traslladar a la Haia, on va estudiar els mestres del segle xvii, holandesos i flamencs. Va acabar els seus viatges per Europa a París, on va estudiar amb el pintor acadèmic Thomas Couture el 1855, abans de tornar als Estats Units a causa de la mort de la seva mare 1855. El 1857, ell va viure i va pintar entre els nadius Anishinaabe (anishinaabemowin) prop de Superior (Wisconsin).
El 1859, va fundar un estudi a Nova York i es va guanyar la seva reputació com a artista estatunidenc amb una exposició on s'exposava la seva obra Negro Life at the South, més coneguda com a Old Kentucky Home.
Fou membre de la Union League Club of New York, que conserva moltes de les seves pintures. El 1869, es va casar amb Elizabeth Buckley, i va tenir una filla, Ethel Eastman Johnson, que va néixer el 1870 i es va casar amb Alfred Conkling Ronalds (nebot del senador Conkling Roscoe) el 1896. A la seva mort el 1906, Eastman Johnson va ser enterrat al Green-Wood Cemetery de Brooklyn.

## Estil

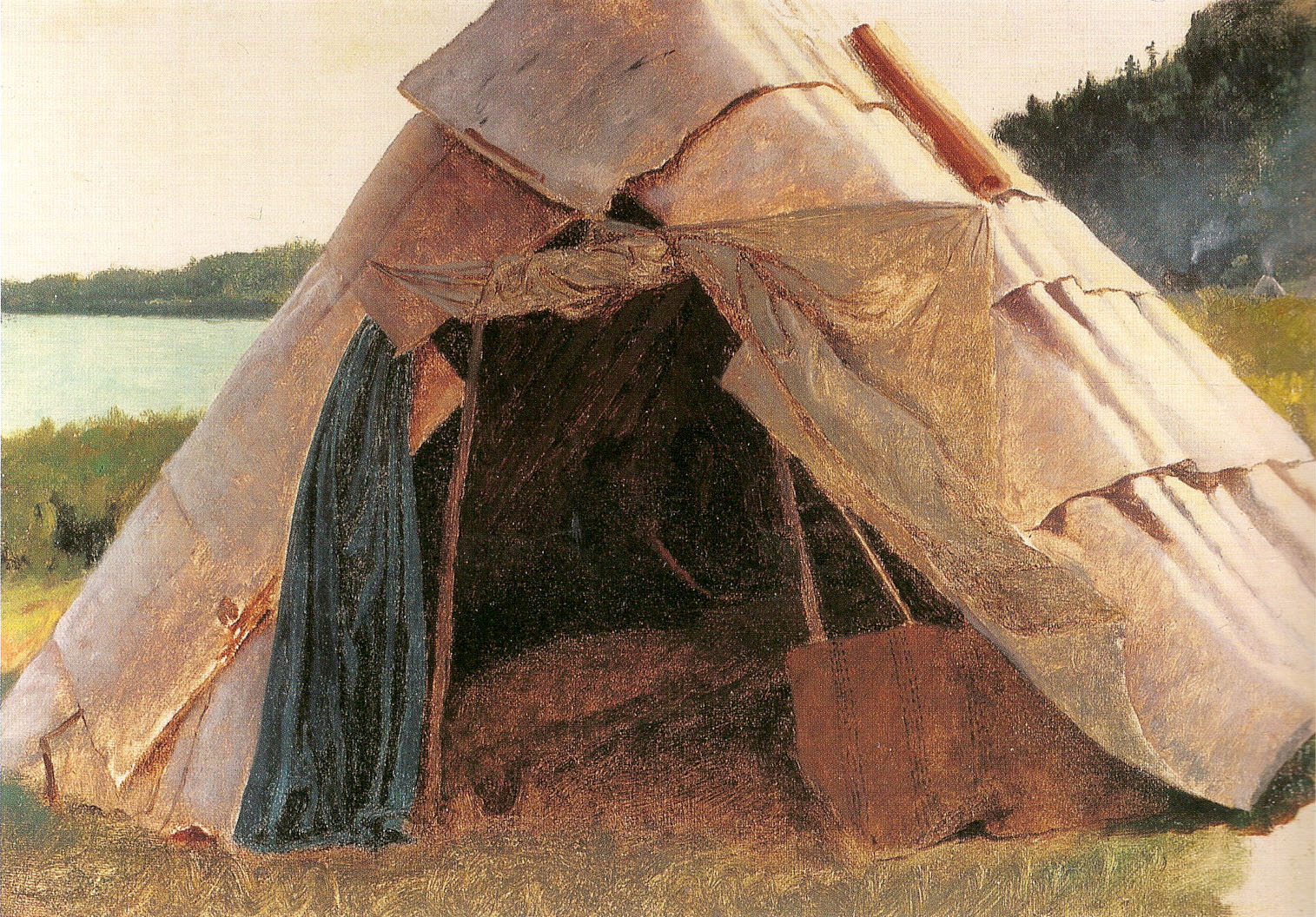
Ojibwe Wigwam at Grand Portage, oli sobre tela, 1857, 10.25 × 15.2

l'obra de Johnson és en gran part realista, tant pel que fa al tema com a l'execució. Els seus dibuixos de carbó no tenen molta influència dels seus coetanis, si no que estan més influenciats per la seva formació com a litògraf. Les seves obres posteriors mostren la influència dels mestres del segle xvii neerlandesos i flamencs, i també de Jean François Millet. A l'obra La collita de nabius es poden veure certes influències de Les espigadores de Millet.
La seva interpretació acurada augmenta el realisme de les seves pintures. L'artista anishinaabemowin Carl Gawboy comenta que les cares dels retrats fets el 1857 a persones de la comunitat Ojibwe per Johnson són recognoscibles en les persones en la comunitat d'avui. Té una especial sensibilitat per les fonts de llum, fet que atribueix més realisme a les seves obres.

## Galeria

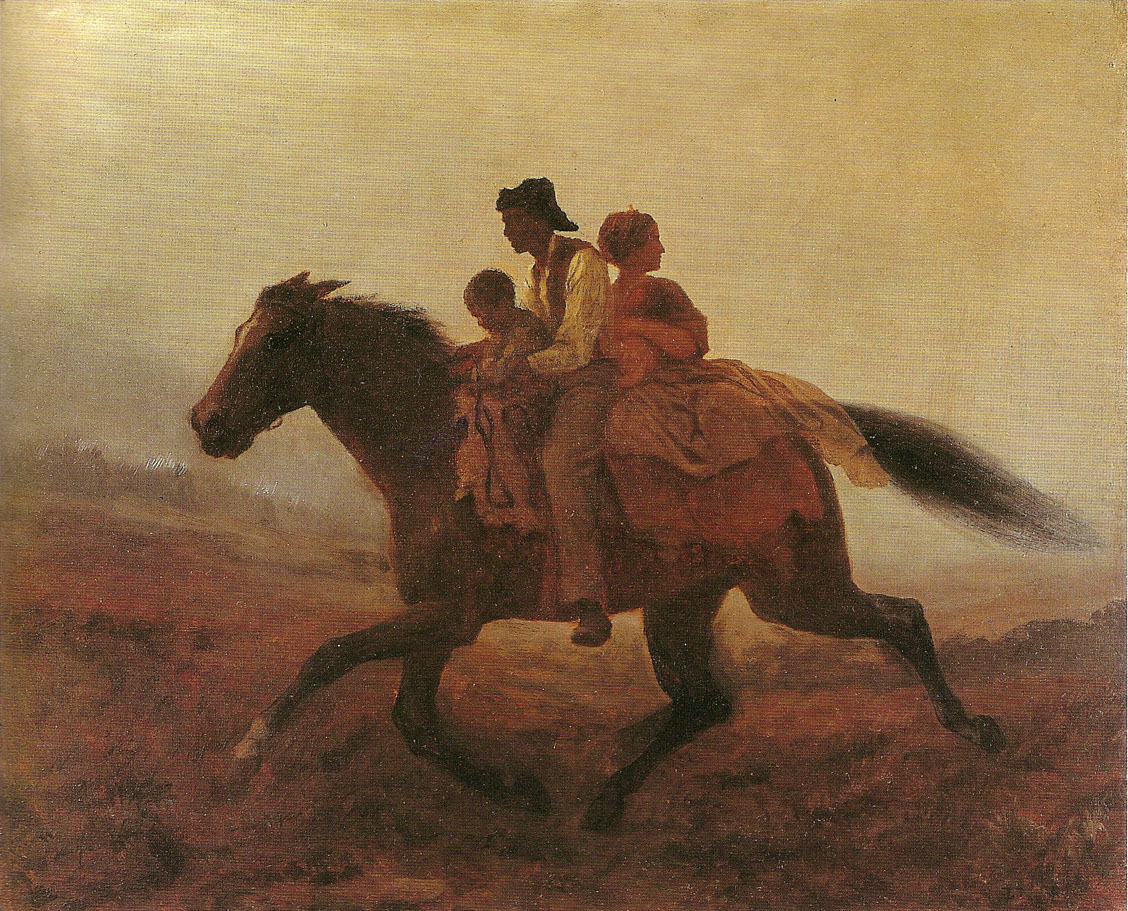
A Ride for Liberty – The Fugitive Slaves, The Brooklyn Museum
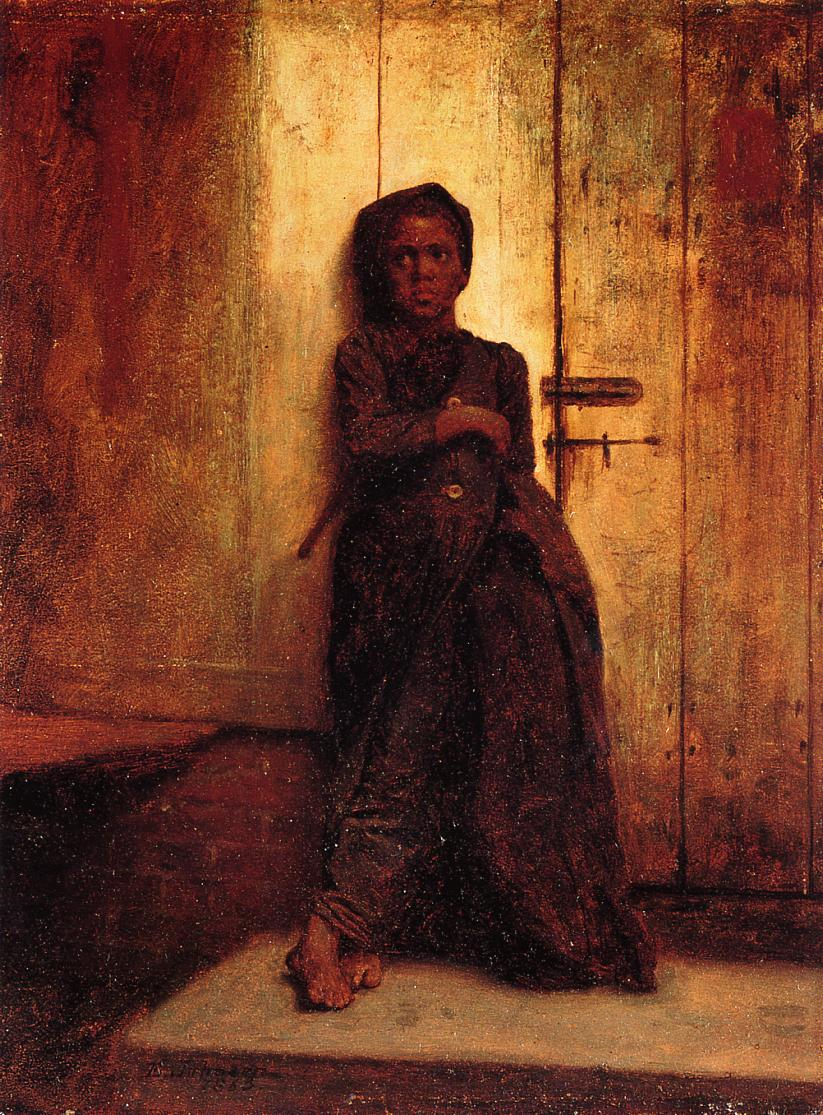
The Young Sweep, 1863
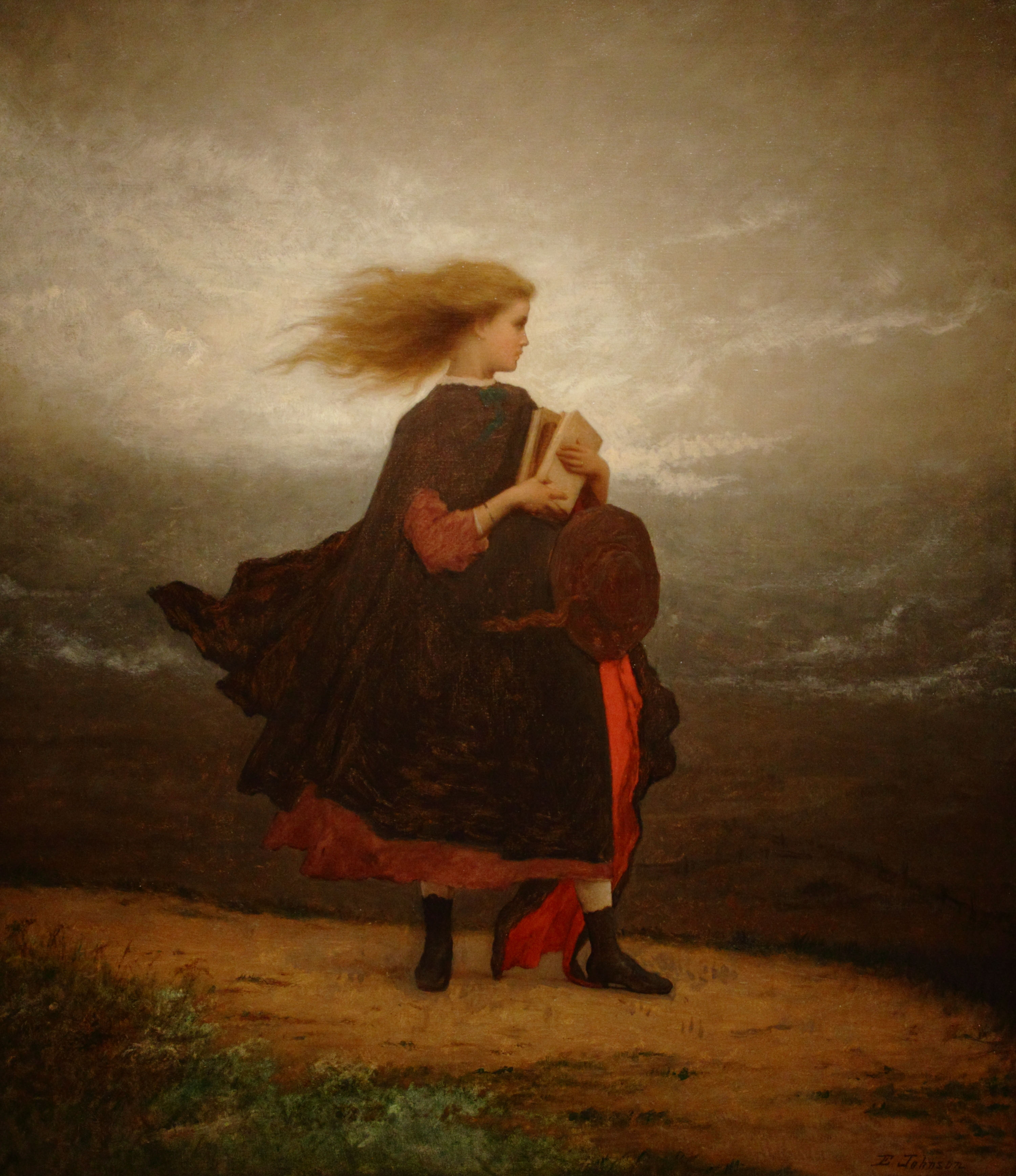
The Girl I Left Behind Me, Smithsonian American Art Museum
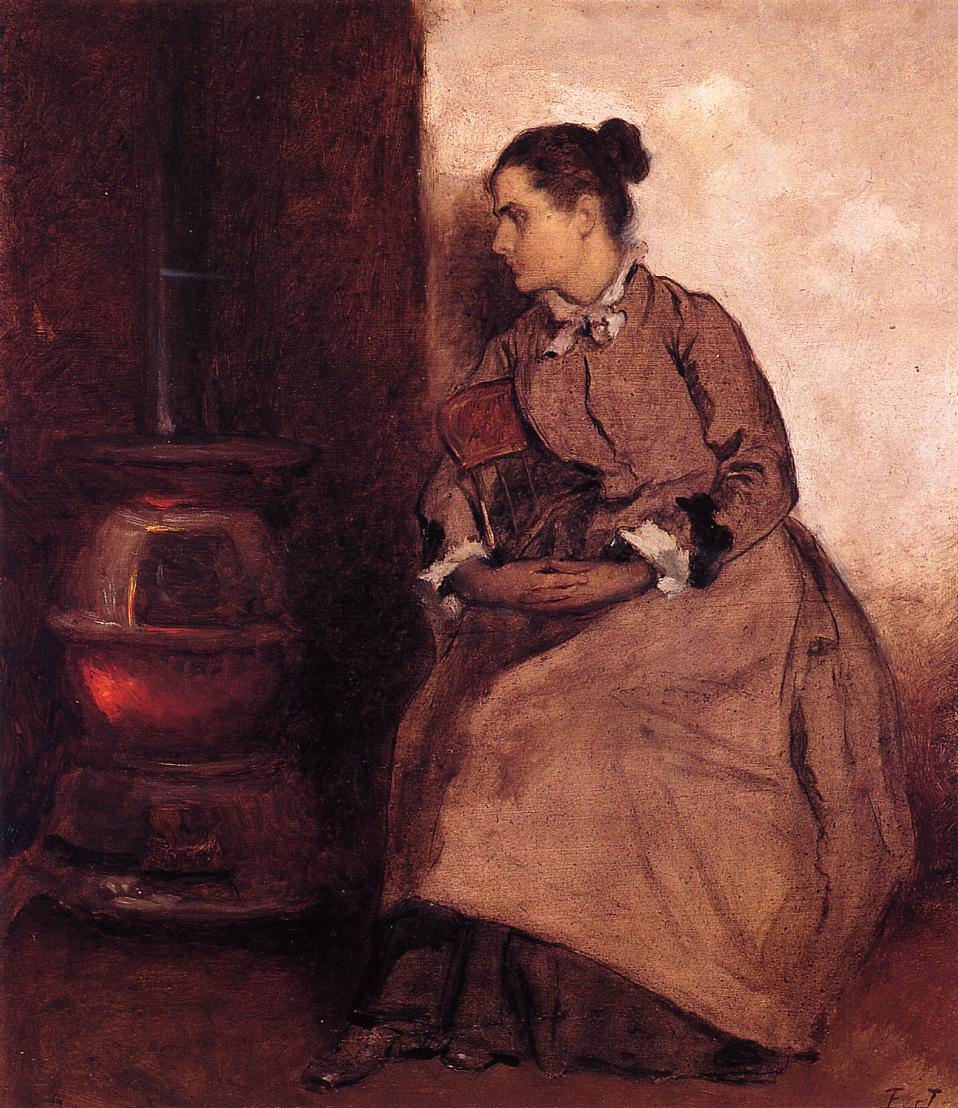
Ruth, 1880–1885, Albright-Knox Art Gallery
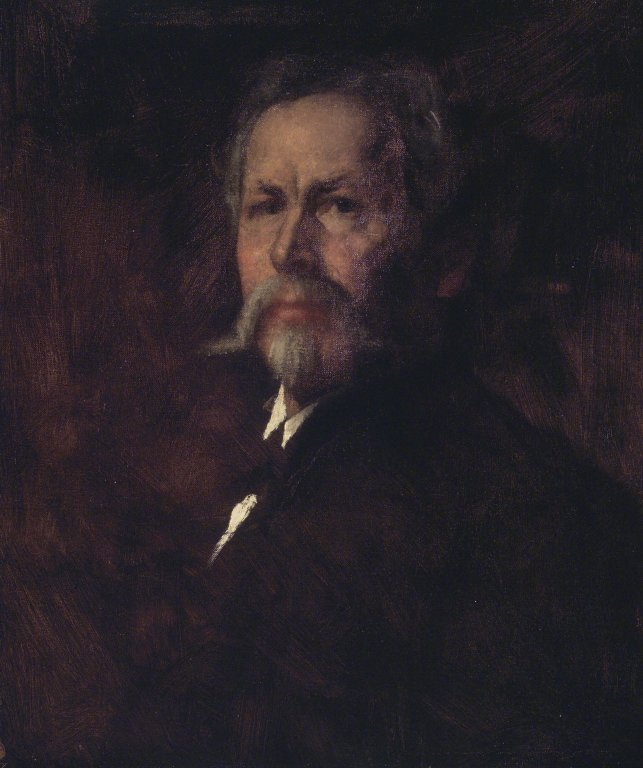
Self-portrait of Eastman Johnson, ca. 1890, Brooklyn Museum
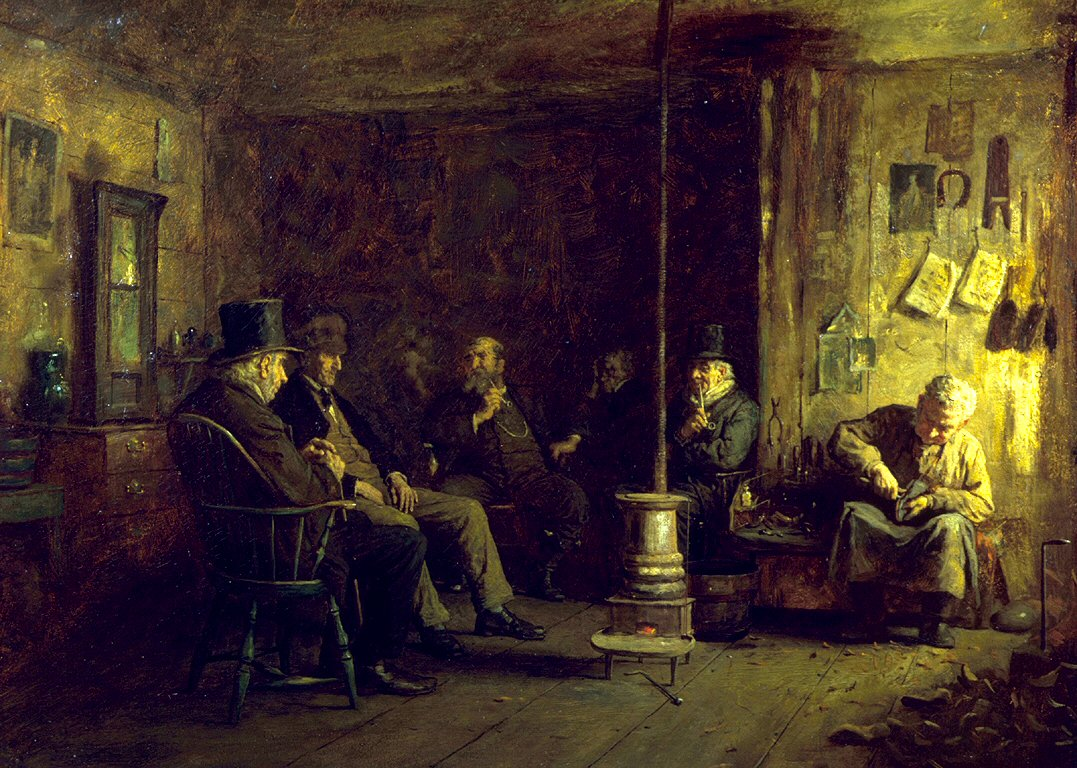
The Nantucket School of Philosophy, 1887. The Walters Art Museum
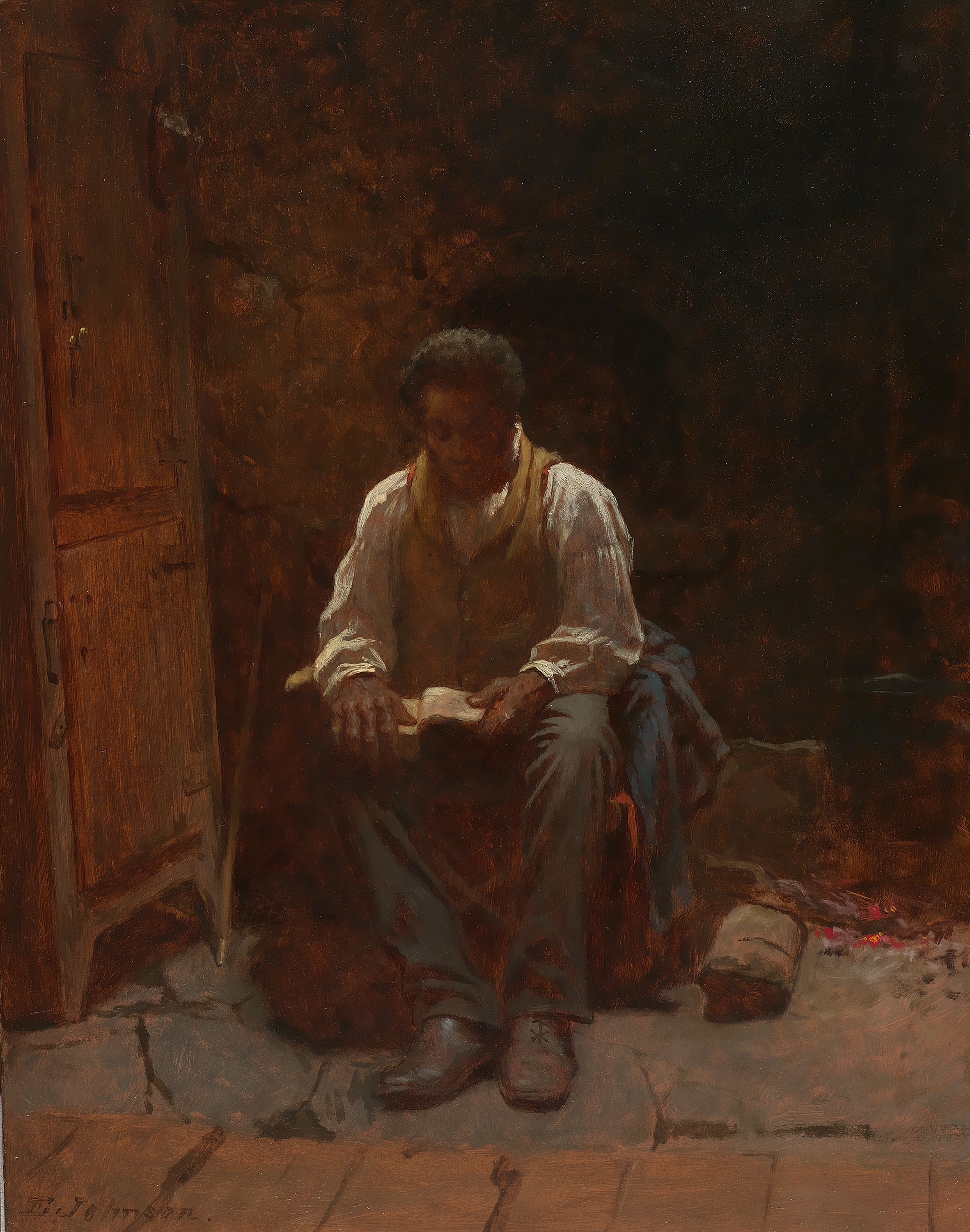
The Lord is My Shepherd, circa 1863, Smithsonian American Art Museum